# Taeniophyllum graptolitum
Taeniophyllum graptolitum är en orkidéart som beskrevs av Nicolas Hallé. Taeniophyllum graptolitum ingår i släktet Taeniophyllum och familjen orkidéer.
Artens utbredningsområde är Nya Kaledonien. Inga underarter finns listade i Catalogue of Life.